# Margarete Heiß
Margarete Heiß (* 6. November 1953 in Sallingberg, heute Ortsteil von Rohr in Niederbayern) ist eine deutsche Lyrikerin. Sie lebt als Buchhändlerin in Mitterfecking bei Kelheim.

## Werke
- In den Rücken schreiben. Lichtung Verlag, Viechtach 2008, ISBN 978-3-929517-85-9.
- Gell du. Lichtung Verlag, Viechtach 2003, ISBN 3-929517-60-4.
- Kieselhüpfen. Lichtung Verlag, Viechtach 1999, ISBN 3-929517-30-2.